# Abdelkarim Nafti
Abdelkarim Nafti (in arabo عبد الكريم النفطي‎?; Sfax, 3 agosto 1981) è un allenatore di calcio ed ex calciatore tunisino, di ruolo centrocampista.